# Barahir (hijo de Elboron)
Barahir  es un personaje ficticio del legendarium del escritor británico J. R. R. Tolkien, un hombre, hijo de Elboron y nieto de Faramir y Éowyn, del que Tolkien definió poco más que su nombre. Aparece mencionado en las «Notas sobre los Archivos de la Comarca», al final del prólogo de El Señor de los Anillos Debió nacer y vivir durante la Cuarta Edad, pero desconocemos cualquier dato concreto acerca de su vida. 
| Predecesor: Elboron | Senescal de Gondor ¿?C. E. - ¿? C. E. | Sucesor: Desconocido |

- Datos: Q23309511